# 2014 FIFA World Cup Brazil
2014 FIFA World Cup Brazil — видеоигра, посвящённая чемпионату мира по футболу 2014 года в Бразилии, выходящая на консолях PlayStation 3, Xbox 360. Игра вышла 17 апреля 2014 года.

## Особенности игры
Игра вышла отдельным диском и имеет множество новых усовершенствований игрового процесса. В игре представлены 203 национальных сборных, 7 469 футболистов, 19 официально лицензированных менеджеров и 21 новый стадион, в том числе все 12 футбольных стадионов Бразилии, на которых проводился чемпионат.

## Отзывы
| Сводный рейтинг | Сводный рейтинг | Сводный рейтинг |
| Издание         | Оценка          | Оценка          |
| Издание         | PS3             | Xbox 360        |
| --------------- | --------------- | --------------- |
| GameRankings    | 74,70 %         | 72,44 %         |